# 富兰克林广场

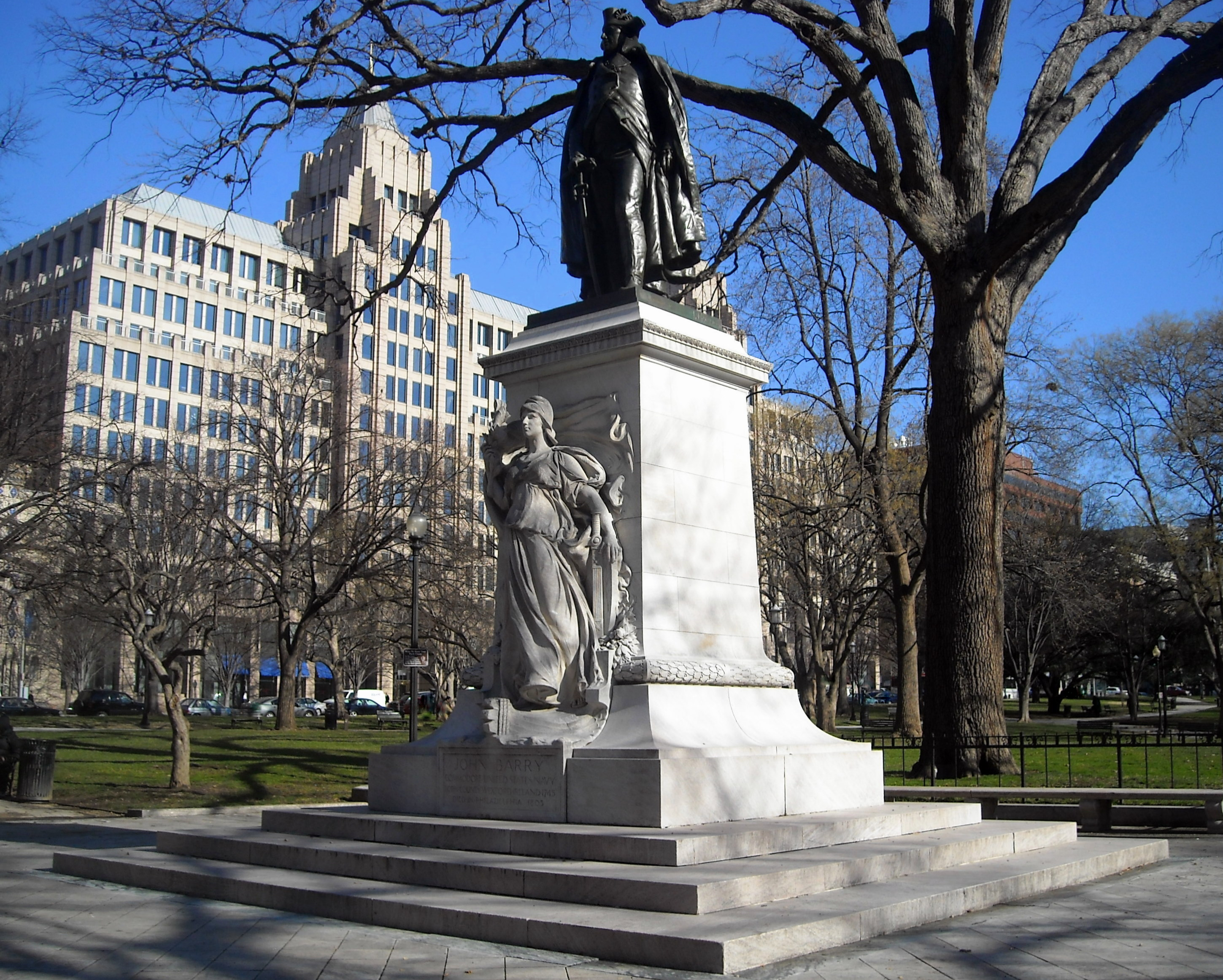
背景可见富兰克林广场1号，华盛顿哥伦比亚特区最高的商业建筑

富兰克林广场（Franklin Square）是美国华盛顿哥伦比亚特区市中心的一个城市广场。它的边界是北到K街，东到13街，南到I街，西到14街。公园西南角是华盛顿地铁麦克弗森广场站。

## 特点
该公园有一定坡度，从I街到K街为上坡。公园里有许多大树，草坪，很多长椅，中心有一个喷泉。公园的西侧有一尊海军准将约翰·巴里的雕像（1914年）。

## 历史
按照特区保护联盟，富兰克林广场原本是几个天然温泉的所在地。1791年朗方计划中并不包含这个广场，亦未指明用途。直到1832年，政府购买此处，将其辟为公园。目前还没有确切的证据，如通常认为的那样，公园是以本杰明·富兰克林命名。
公园基本保持未改善，直到19世纪70年代。在那个时候加入园林绿化，长凳，和路径，并在1800年代。公园最后一次重大装修在1935年。1976年美国建国二百周年时又进行翻新。
富兰克林广场占地4.79英畝（19,400平方），由美国国家公园管理局管理。到2012年，广场明显需要修理。道路和草坪损坏，大批无家可归者驻扎在那里。2013年3月，特区政府决议重新设计富兰克林广场。

## 富兰克林广场的历史建筑
在广场东边，13街对面是历史悠久的富兰克林学校，1880年6月3日，亚历山大·格拉汉姆·贝尔首次发射无线信号。最近该校成了无家可归者的避难所。2008年9月26日，其余的居民被赶出，建筑现在空置。 美国红十字会创始人克拉拉·巴顿住在毗邻公园的I街1326号，1881年5月举行了该组织的第一次正式会议。
广场以北的富兰克林广场1号（K街1301号），是一个相对较新的建筑（1989年），在2015年末成为《华盛顿邮报》的驻地。

## 流行文化
- 诺贝尔经济学奖得主查尔斯·汤斯表示，他的理论是坐在广场的长椅上时想到。[7]
- 丹·布朗2009年的惊悚片《失落的符号》的场景。
- 1993年詹姆斯·卡梅隆的电影《真实的谎言》的场景，施瓦辛格主演.